# Herb Łobza
Herb Łobza – jeden z symboli miasta Łobez i gminy Łobez w postaci herbu.

## Wygląd i symbolika
Herb przedstawia w złotym polu tarczy herbowej czerwonego, wspiętego do skoku w prawo wilka, w złotej koronie, z podkulonym ogonem, opartego tylnymi łapami na zielonej półkolistej murawie.
Herb nawiązuje do herbu rodziny Borków, dawnych właścicieli miasta.

## Historia
Na najstarszych pieczęciach miejskich z XIV/XV wieku widnieje postać kroczącego lub skaczącego wilka w koronie. 
Herb został ustanowiony przez Radę Miejską 14 czerwca 1996 uchwałą Nr XXII/108/96. Herb ten zakwestionowałą przez Komisja Heraldyczna, która radziła możliwie najdokładniejsze odwzorowanie herbu Łobza z 1967 r. Ostatecznie 31 sierpnia 2017 ustanowiono poprawiony wizerunek herbowy w stosownej uchwale.